# Kanadčani
Kánadčani so multietnični narod, ki živi na področju današnje Kanade.
Narod je nastal kot posledica kulturne in politične asimilacije med pripadniki raznih narodov, ki so se na nenaseljeno območje Kanade priseljevali iz različnih dežel Evrope. Uradna jezika sta angleščina in francoščina.